# Gualberto Ibarreto
Gualberto José Ibarreto Bairros (El Pilar, Sucre, 12 de julho de 1947) é um cantor de música popular venezuelana, especializado em ritmos da costa Caraíbas oriental de seu país como o galerón, a malagueña, a jota e o pólo. Também é bolerista e bastión do folklore nacional.
Em novembro de 2011, a Assembleia Nacional deu-lhe o título como património cultural vivente de Venezuela por seu trabalho como cultor popular.
O músico atualmente sofre de Parkinson, diabetes e cirrose hepática.

## Discografía
- 1975. Gualberto Ibarreto.
- 1975. El Cantor De La Voz De Pueblo - Vol. 2.
- 1976. Volumen 3.
- 1976. Volumen 4.
- 1977. Volumen 5 - Y Ahora Es Cuando
- 1978. Volumen 6.
- 1983. Siempre pa' lance.
- 1984. Romántico.
- 1992. Gualberto Siempre Gualberto.
- 1993. Hoy He Vuelto A Ser El.
- 1997. Internacional. Velvet.
- 1998. Hay Uno Solo...
- 2007. El Mismo De Ayer.